# 일본 가라테 협회
일본 가라테 협회(일본어: 日本 空手 協会)는 세계에서 가장 오래된 글로벌 쇼토칸 가라테 조직 중 하나이다.